# Chłodnik litewski

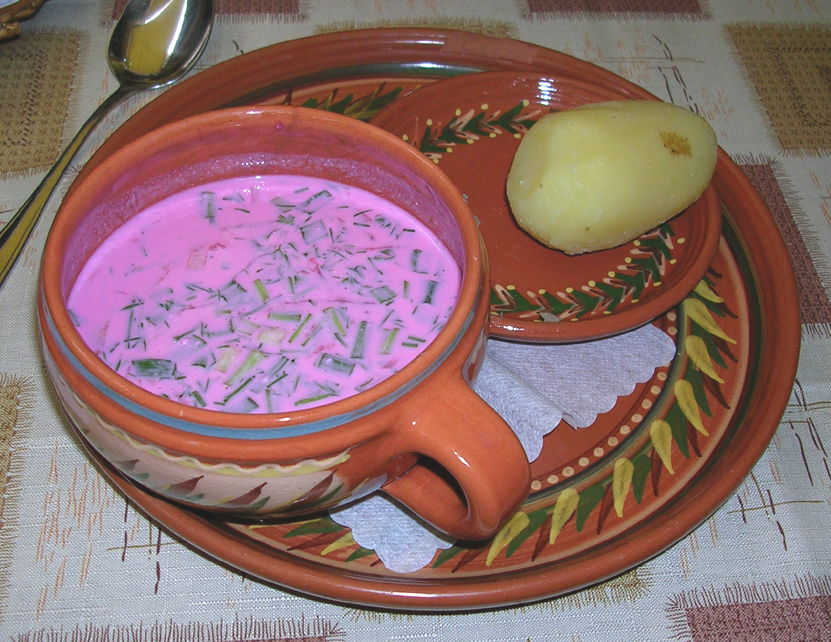
Chłodnik

Chłodnik litewski – chłodnik, którego podstawę stanowi ugotowana botwina zmieszana ze zsiadłym mlekiem bądź kwaśną śmietaną (czasami zastępowanymi przez kefir, jogurt albo maślankę) wraz z dodatkami, takimi jak surowy ogórek, koperek, jajko na twardo, a w wersji klasycznej – szyjki rakowe. Potrawa kuchni polskiej, białoruskiej oraz litewskiej.
Według przepisu Wincenty Zawadzkiej chłodnik przygotowywany był z zielonego kopru, ugotowanej botwiny lub szczawiu, rosołu oraz śmietany. Przed podaniem dodawano jajka na twardo, drobno krojone ogórki, ugotowane szyjki rakowe bądź kawałki ryby albo cielęciny. Podobny przepis podaje Lucyna Ćwierczakiewiczowa, zalecając dodatkowo dodanie barszczu białego (zakwasu z mąki) w celu zakwaszenia. W późniejszym przepisie Marii Ochorowicz-Monatowej nie występuje już rosół, a śmietana mieszana jest z kwaśnym mlekiem.
We współczesnych przepisach do chłodnika litewskiego nie dodaje się wywarów mięsnych, mięsa ani ryb, natomiast jako dodatek pojawiają się rzodkiewka czy szczypiorek.